# Tuia (rainha)

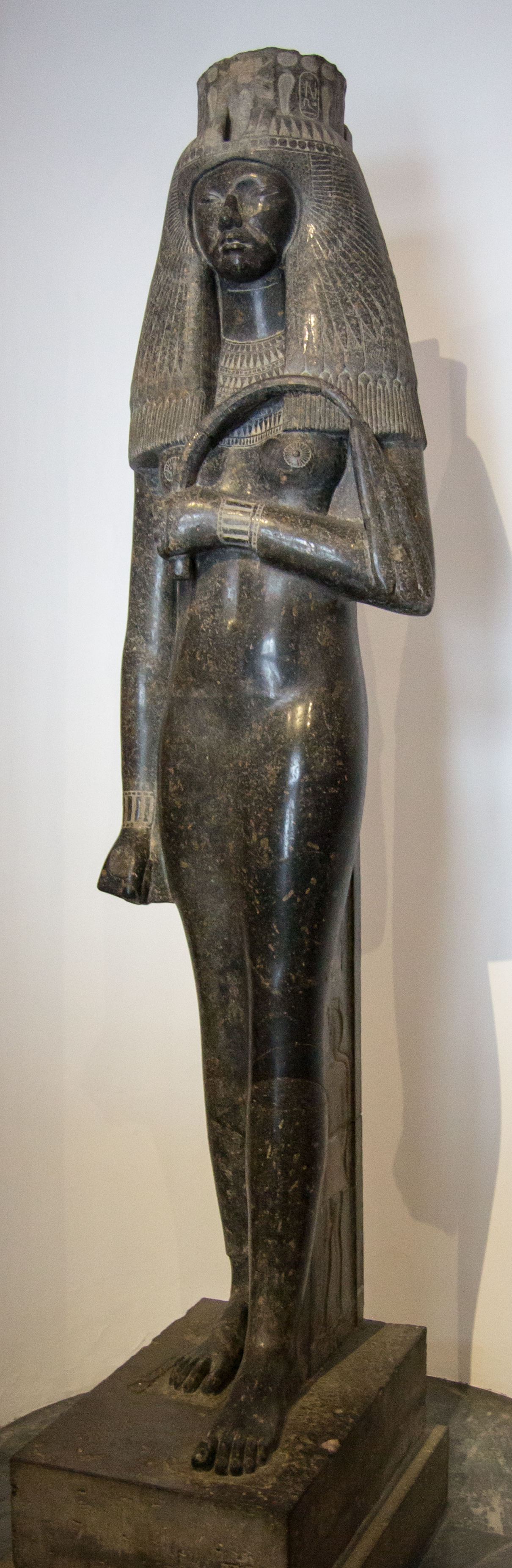
Estátua de Tuia no Museu Gregoriano Egípcio

Tuia (Tuya), também chamada Tui (Tuy) ou Mut-Tuia, foi mulher do faraó Seti I do Egito, mãe de Tia, Ramessés II e de Henutmire. Filha de Raia, oficial militar. A filha de Tuia, princesa Tia, casou com um servidor civil do alto escalão também chamado de Tia.

## Monumentos e inscrições
- Estátua, Museus Vaticanos no. 28 com figura de Henutmire.[4] A inscrição identifica a Rainha Tuia como: Mother of the King of South and North Egypt, Queen Mother of the King of South and North Egypt (even of) the Horus-Falcon, Strong Bull, Lord of Both Lands, Usermaatre Setepenre, Lord of Crowns, Ramesses II, given life like Rá; The God's Wife and Great Royal Wife, Lady of Both Lands, Tuya, may she live.[5]
- No Ramesseum foram encontrados fragmentos da Capela do Lado Norte da Rainha Mãe Tuia. Ramessés II dedicou esta capela a sua mãe. Uma cena nesta capela registra o nome do pai e da mãe de Tuia.[5]
- O Ramesseum contém cenas do Nascimento Divino do Faraó.[5]
- Uma estátua e bloco base, encontrada em Tânis mas original de Pi-Ramessés. Seus títulos são dados como Princesa Hereditária, Chefe do Harém, grande favorita, Mulher de Deus e Rainha Mãe, Grande Esposa Real, etc.[5]
- Em Abidos o nome de Tuia aparece em fragmentos de uma estátua de calcário e em textos no templo de Ramessés II.[5]
- No Ramesseum o nome de Tuia aparece em fragmentos de um colosso e em cenas sobre a porta principal (central) no grande salão hipostilo.[5]
- Uma estátua inscrita como o nome e títulos de Tuia foi encontrada em Medinet Habu, mas possivelmente originária do Ramesseum.[5]
- A Rainha Tuia aparece sobre dois dos colossos flanqueando a entrada do templo de Abul-Simbel.[5]
- Um lintel de arenito em [[Deir Almedina] registra os nomes de Ramessés II e Tuia.[5]
- Um batente agora em Viena (Inv. 5091) mostra Ramessés II seguido por Tuia, fazendo uma oferenda a Osíris.[5]
- Uma rolha de um vaso canópico de alabastro esculpido na forma de sua cabeça, atualmente na coleção do Museu de Luxor.[6]

## Morte e sepultamento
Tuia provavelmente morreu logo após o ano 22 do reinado de Ramessés e foi sepultada no Vale das Rainhas (QV80).